# Anthocomus
Genre

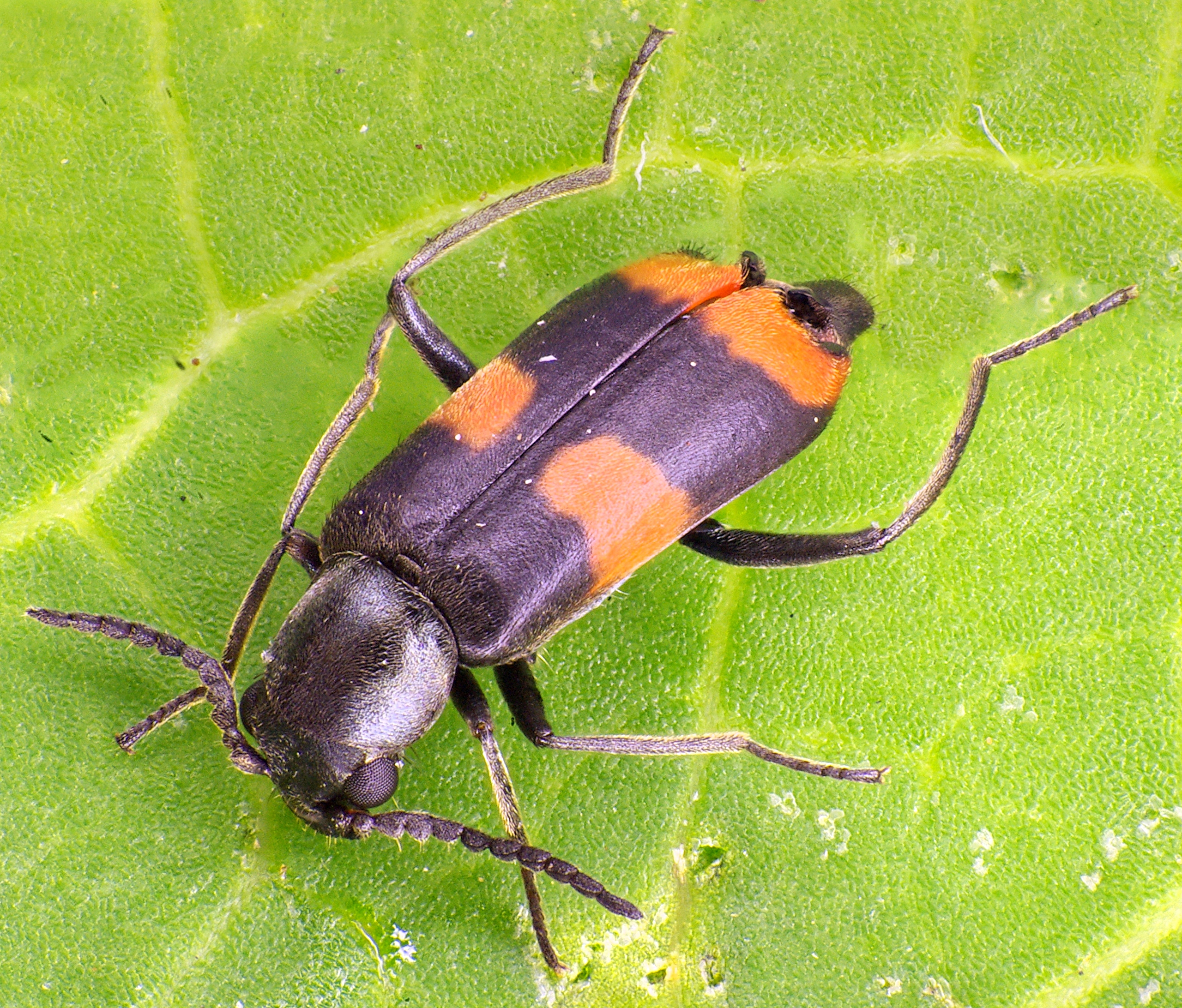
Anthocomus fasciatus ♂

Anthocomus est un genre d'insectes coléoptères de la famille des mélyridés.

## Espèces rencontrées en Europe
- Anthocomus bipunctatus
- Anthocomus creticus Evers 1994
- Anthocomus equestris (Fabricius 1781)
- Anthocomus fasciatus (Linnaeus 1758)
- Anthocomus fenestratus Linder 1864
- Anthocomus flaveolus Abeille 1893
- Anthocomus haeres Abeille 1883
- Anthocomus humeralis Morawitz 1861
- Anthocomus miniatus (Kolenati 1846)
- Anthocomus rufus (Herbst 1786)
- Anthocomus thalassinus (Abeille 1883)